# Circunscripción electoral de Soledad

Isla Soledad (East Falkland) fue una circunscripción electoral del Consejo Legislativo de las Islas Malvinas que existió desde las primeras elecciones en las Malvinas en 1949 hasta las elecciones de 1985, cuando la Constitución de las Islas Malvinas entró en vigor, aboliendo la circunscripción. La circunscripción de la isla Soledad eligió a un miembro del Consejo Legislativo y abarcó dicha isla y algunas islas vecinas, con exclusión de la capital. Ahora es parte de la circunscripción electoral de Camp.
Los principales asentamientos son Pradera del Ganso, Puerto Darwin, Brazo Norte, Puerto Soledad, Salvador, Puerto San Carlos, San Carlos, Fitz Roy, Puerto Yegua y Puerto Johnson.

## Miembros
| Elección | Miembro                            |
| -------- | ---------------------------------- |
| 1949     | Arthur Grenfell Barton             |
| 1952     | Thomas Andrew Gilruth              |
| 1956     | Thomas Andrew Gilruth              |
| 1960     | George Christopher Reginald Bonner |
| 1964     | Marjorie Vinson                    |
| 1968     | Robin Andreas Mackintosh Pitaluga  |
| 1971     | Adrian Bertrand Monk               |
| 1976     | Adrian Bertrand Monk               |
| 1977     | Adrian Bertrand Monk               |
| 1981     | Ronald Eric Binnie                 |
| 1985     | Circunscripción abolida.           |